# Jeanne Lapoirie
Pour les articles homonymes, voir Lapoirie.
Jeanne Lapoirie, née le 13 avril 1963 à Saint-Denis, est une directrice de la photographie française.

## Biographie
Jeanne Lapoirie achève sa formation à l'École nationale supérieure Louis-Lumière en 1984. Elle travaille plusieurs années comme assistante notamment avec Thierry Arbogast. C'est à ses côtés qu'elle rencontre André Téchiné qui lui fera faire son premier film comme directrice de la photographie en 1993, Les Roseaux sauvages. Le film est sélectionné au festival de Cannes dans la section Un certain regard. Il remporte le prix Louis-Delluc et quatre césars.
Elle travaille ensuite aux côtés de nombreux réalisateurs et réalisatrices, français ou étrangers, tels que François Ozon, Robin Campillo, Arnaud des Pallières, Valeria Bruni Tedeschi, Catherine Corsini, Paul Verhoeven… sur plusieurs films sélectionnés dans de grands festivals, Cannes, Venise, Berlin, Locarno, Toronto…
Elle a travaillé aussi avec Michel Houellebecq, pour ses films et pour son exposition au palais de Tokyo.
Elle a été nommée trois fois pour le césar de la meilleure photographie, avec les films Huit Femmes, Michael Kohlhaas, et 120 Battements par minute.
Elle est membre de l'AFC depuis 1994 et du collectif 50/50 qui a pour but de promouvoir l'égalité des femmes et des hommes et la diversité dans le cinéma et l’audiovisuel,.

## Filmographie
- 1984 : Argie de Jorge Blanco
- 1993 : Les Enfants de Charbon de Juliana Reis
- 1994 : Les Roseaux sauvages d'André Téchiné
- 1996 : À toute vitesse de Gaël Morel
- 1996 : Les Voleurs d'André Téchiné
- 1998 : Alissa de Didier Goldschmidt
- 2000 : Sous le sable de François Ozon
- 2000 : Gouttes d'eau sur pierres brûlantes de François Ozon
- 2000 : Les Autres Filles de Caroline Vignal
- 2001 : Imago de Marie Vermillard
- 2002 : Huit Femmes de François Ozon
- 2003 : Il est plus facile pour un chameau... de Valeria Bruni Tedeschi
- 2005 : Le Temps qui reste de François Ozon
- 2005 : A Perfect Day de Joana Hadjithomas et Khalil Joreige
- 2007 : La Promenade de Marina de Van (court métrage)
- 2008 : Ea2 de Vincent Dieutre (court métrage)
- 2009 : Avant-poste de Emmanuel Parraud
- 2009 : Independencia de Raya Martin
- 2009 : Parc d'Arnaud des Pallières
- 2011 : Ma compagne de nuit d'Isabelle Brocard
- 2012 : Jaurès de Vincent Dieutre
- 2013 : Un château en Italie de Valeria Bruni Tedeschi
- 2013 : Michael Kohlhaas d'Arnaud des Pallières
- 2013 : The Lebanese Rocket Society de Joana Hadjithomas et Khalil Joreige
- 2013 : Eastern Boys de Robin Campillo
- 2014 : Gaby Baby Doll de Sophie Letourneur
- 2014 : Le Procès de Viviane Amsalem de Shlomi Elkabetz et Ronit Elkabetz
- 2015 : La Belle Saison de Catherine Corsini
- 2017 : 120 Battements par minute de Robin Campillo
- 2017 : Lola Pater de Nadir Moknèche
- 2018 : Un amour impossible de Catherine Corsini
- 2021 : Benedetta de Paul Verhoeven
- 2021 : La Fracture de Catherine Corsini
- 2022 : Ils sont vivants de Jérémie Elkaïm
- 2022 : Pétaouchnok d'Édouard Deluc
- 2023 : L'Été dernier de Catherine Breillat
- 2023 : Le Retour de Catherine Corsini
- 2023 : L'Île rouge de Robin Campillo
- 2024 : Planète B d'Aude-Léa Rapin

## Distinctions

### Nominations
- 2003 : César de la meilleure photographie pour Huit Femmes
- 2014 : César de la meilleure photographie pour Michael Kohlhaas
- 2018 : César de la meilleure photographie pour 120 Battements par minute

### Décorations
- Officière de l'ordre des Arts et des Lettres. Elle est promue au grade d'officier par l’arrêté du 31 août 2018[3].